# San Giorgio Monferrato
San Giorgio Monferrato är en ort och kommun i provinsen Alessandria i regionen Piemonte i Italien. Kommunen hade 1 215 invånare (2018).